# Автономия высшего учебного заведения
Автоно́мия вы́сшего уче́бного заведе́ния (самоуправление высшего учебного заведения) — самостоятельность высшего учебного заведения в вопросах его жизнедеятельности. 
Автономия — одно из важнейших прав классических университетов, которое, однако, серьёзно ограничивается из-за государственного финансирования высшего образования. Предоставляя вузам средства для учебной и научной деятельности, государство не только формирует заказ на их деятельность, но и определяет многие правила их функционирования.

## Сферы университетской автономии
Европейская ассоциация университетов определяет и ежегодно оценивает университетскую автономию в четырёх сферах: организационной, финансовой, свободе подбора персонала и собственно академической автономии.

### Организационная автономия
Она предполагает возможность университета свободно принимать решения о внутренней организации — такие, как выбор руководства, исполнительных структур, механизм принятия решений, создание структурных подразделений и внутренняя организация академического процесса. В большинстве европейских стран университеты могут независимо определять выбор, назначение и отставку руководящих работников, время их полномочий, однако в ряде стран эти вопросы до сих пор регулирует государство.
Руководящие органы университета — учёный совет, сенат или оба этих органа — рассматривают долгосрочные стратегические вопросы: устав и бюджет, академические вопросы.
Возможность создавать коммерческие и некоммерческие юридические лица в структуре вуза напрямую связана со способностью учреждения определять и осуществлять свою стратегию, в том числе изыскивать возможности финансирования.
Важнейшим вопросом является участие неуниверситетских представителей в структуре управления вузом.
В 2020 году в трех странах Европы университеты не имели права отказаться включать таких представителей, в 24 странах они не могли решать, что должны включить их, в 2 странах они могли принять решение включить внешних представителей в свои руководящие органы. В 3 странах такие лица утверждались властями по предложению университета, в 7 странах процедура происходила по согласованию университета и властей, в 6 странах их полностью назначали власти, в других странах существует другой порядок внедрения таких лиц в руководящие органы.

### Финансовая автономия
Поскольку европейские университеты получают финансирование от государств, их финансовую автономию определяет возможность свободно решать внутренние вопросы и управлять предоставленными средствами для достижения стратегических целей. Большое влияние на эти вопросы имеет длительность финансового цикла как в отношении целевых программ, так и предоставляемых грантов. Только в трёх европейских странах финансовый цикл вузов превышает один год, в 24 странах их деятельность планируется только на год.
Возможность занимать деньги на финансовом рынке связана с собственностью, которая служит залогом в таких случаях. Однако в 7 регионах вузы вообще не имеют права на собственную недвижимость (Бранденбург, Гессен, Северный Рейн-Вестфалия в Германии, Сербия, Швеция, Венгрия, Литва), в 14 вузы связаны различными ограничениями в распоряжении собственностью и только в 10 они свободно могут ею распоряжаться.
Возможность получать деньги за обучение создаёт для университетов частный источник финансирования, который во многих образовательных системах достигает значительного размера. В таких случаях возможность свободно определять плату за обучение становится критическим фактором для реализации стратегии вуза.

### Автономия персонала
Для реализации своих целей вузы должны иметь свободу подбора лучших кадров без диктата со стороны относительно заработной платы своих сотрудников. Однако во многих европейских странах работники университетов имеют статус госслужащих, что препятствует устанавливать им вознаграждения по выбору вуза. Точно так же ограничена свобода вуза в продвижении или увольнении персонала. Только в пяти странах Европы вузы могут свободно назначать зарплату своим высшим сотрудникам.

### Академическая автономия
Эта автономия включает возможности решать различные вопросы преподавания — приём студентов и правила зачисления на различные виды программ (бакалаврские, магистерские, профессиональные), содержание программ, оценка качества, внедрение дипломных программ и язык преподавания. В большинстве стран Европы университеты имеют право выбирать язык преподавания для всех бакалаврских программ. Во Франции преподавание ведётся только на национальном языке, в Бельгии (Фландрия) и Латвии количество программ, которые можно преподавать на иностранных языках, регулирует государство.

## История
Автономия возникла одновременно с рождением университетов в средневековой Европе в XI—XII веках. Первоначальное понимание университетской автономии (или «академических свобод») означало судебный иммунитет университетской корпорации относительно светской и духовной властей, то есть неподсудность его членов (профессоров и студентов любым иным судам, кроме университетского. К средневековым корпоративным правам университетов также относились права самоуправления: выборы каждым факультетом декана из числа своих профессоров, выборы проректора (почётную должность ректора, как правило, занимал высочайший покровитель университета из числа титулованной знати), право самостоятельного пополнения корпорации через выборы новых профессоров. Эти права сохранялись в большинстве европейских университетов до рубежа XVIII—XIX веков.
Одним из первых добился относительной самостоятельности от центральных и городских властей Болонский университет, получивший (1158) соответствующую хартию от императора Фридриха I Барбароссы. Средневековые университеты являлись корпорациями и обладали административной автономией, своей юрисдикцией и уставами, регламентировавшими их жизнь. Периодически в разных странах происходило сужение университетских автономий. Во Франции университеты в значительной мере находились под административным контролем государства. В США первый независимый от государственного влияния Виргинский университет появился только в 1819 году.
В результате реформ в начале XIX века университетами было утрачено большинство их корпоративных прав.

### В России
В России первым опытом введения полноценной автономии явился Императорский Московский университет, автономия которого определялась положениями Университетского устава 1804 года. Этот документ, введённый в период царствования Александра I, стал образцом для уставов всех университетов Российской империи, предоставив университетам в полной мере все права самоуправления. Устав предусматривал внутреннюю автономию учебного заведения, выборность ректора с последующим утверждением, конкурсное избрание деканов и профессоров, особые права советов факультетов в формировании учебных планов. Университеты получили право создавать научные общества и библиотеки, заводить свои типографии и печатать научные труды. В то же время ректор университета подчинялся попечителю учебного округа, который осуществлял контроль за всеми учебными заведениями округа.
Введение Университетского устава 1835 года привело к ликвидации некоторых корпоративных прав университетов (в частности, был упразднён университетский суд). Управление университетами перешло к попечителям учебных округов. Но право выборов на университетские должности как основа «внутренней автономии» университетов продолжало действовать (хотя у министра народного просвещения появилось право и самостоятельно назначать профессоров на вакантные кафедры).
В царствование Николая I введением Университетского устава 1848 года была отменена выборность ректоров, но при этом сохранилась возможность выбора деканов и профессоров.
В ходе великих реформ 1860—1870-х годов, Университетский устав 1863 года восстановил все права Совета университета по выборам на университетские должности. Дисциплинарные дела студентов вновь стали рассматриваться профессорским судом.
В период реализации программы контрреформ Александра III 1880-х годов в Университетском уставе 1884 года была провозглашена полная ликвидация самоуправления университетов — и ректор, и деканы, и профессора должны были назначаться министерством народного просвещения. Ужесточился контроль над студентами университета со стороны назначаемого министерством инспектора. В то же время Совет университета как орган руководства научной жизнью университета и принципы «автономии науки» сохранялись, хотя и под внешним контролем министерства.
В условиях революционных выступлений 1905 года правительство пошло на уступки студентам и с принятием Временных правил 1905 года частично восстановило самоуправление университетов (выборность ректора и деканов) и независимость студентов от внешних властей, вновь передав рассмотрение студенческих дел профессорскому суду.
Однако во время событий 1911 года автономия университетов была нарушена министерством, что привело к массовой отставке свыше 100 преподавателей и профессоров Московского университета. Таким оставалось положение университетов до февраля 1917.
После Февральской революции 1917 Временное правительство предпринимало шаги по восстановлению автономии высших учебных заведений, и введению автономии в средних учебных заведениях.
В первые годы советской власти прежняя структура университетского самоуправления была полностью ликвидирована. Вместо Совета университета в 1920 году высшим органом управления стал Временный президиум, значительная часть членов которого была назначена Наркомпросом из лиц, не связанных с университетом. По положению о высшей школе (1921) в университетах вводился Совет «для направления работы высшего учебного заведения и контроля над нею», который составляли ректор, члены Правления университета (все — по назначению Наркомпроса), деканы, представители профессиональных объединений, а также 3—5 представителей от Наркомпроса и других «заинтересованных Народных комиссариатов», 5 представителей от профессоров, 5 — от преподавателей и научных сотрудников, 5 — от студентов университета (представители избирались на общих собраниях профессуры и студенчества). Совет заседал не реже одного раза в триместр. Решения Совета утверждались Президиумом университета.
Ректор университета назначался органами советской власти: Главным комитетом профессионально-технического образования РСФСР (1921—1939), Всесоюзным комитетом по делам высшей школы при СНК СССР (1939—1961), Минвузом СССР (1961—1992).
Закон об образовании 1992 года восстановил академические свободы и дореволюционную автономию высшей школы. Отменялось назначение ректоров. Они могли быть избраны лишь учеными советами и коллективами вузов.
Отношения в сфере высшего образования (включая автономию высших учебных заведений) регулируются Конституцией РФ, Федеральным законом 125-ФЗ от 19 июля 1996 года «О высшем и послевузовском профессиональном образовании» (далее — «Закон о высшем и послевузовском профессиональном образовании»), Законом 127-ФЗ от 23 августа 1996 года «О науке и государственной научно-технической политике», Законом 273-ФЗ от 29 декабря 2012 года «Об образовании в Российской Федерации». Для двух университетов дополнительно следует учитывать положения Федерального закона 259-ФЗ от 10 ноября 2009 года «О Московском государственном университете имени М. В. Ломоносова и Санкт-Петербургском государственном университете» .
Присоединение России (2003) к Болонскому соглашению означает согласие на реформацию в системе образования, на те существенные изменения, которые предлагает Великая Хартия университетов. В Великой Хартии европейских университетов (1988) автономия названа одним из фундаментальных принципов университетов — «университет является автономным учреждением… Чтобы соответствовать требованиям окружающего мира, исследования и обучение должны быть морально и интеллектуально независимы от всех политических властей и экономического давления».

## Другие государства
Такие государства, как Великобритания, Ирландия, Нидерланды, Финляндия, Австрия и Дания, предоставляют вузам широкую автономию с определёнными требованиями ответственности. В других странах (Бельгии, Германии и Греции) внутреннее управление вузом в значительной степени ограничено.
В США степень автономии университета зависит от типа отношений между вузом и администрацией штата, на территории которого расположен университет. На практике чаще всего встречаются три модели: Вуз как государственное учреждение; Вуз, пользующийся государственной поддержкой и Вуз с корпоративной моделью управления. Наивысшая степень автономии наблюдается у Вузов работающих по третьей модели.